# Rososzka (sprzęt łączności)
Rososzka – sprzęt wojsk łączności.
Rososzka służyła do zawieszania (zdejmowania) kabla polowego. Była wykonana ze stali i posiadała widełki do prowadzenia kabla, hak do ściągania gałęzi podczas budowy linii telefonicznej i obsadę do umocowania rososzki na tyczce. Rososzka była mocowana do tyczki o długości 3-4 metrów za pomocą dwóch wkrętek do drzewa.
W Wojsku Polskim rososzki stanowiły etatowe wyposażenie patroli telefonicznych. Razem z tyczkami były transportowane na biedkach telefonicznych.